# Mathias d'Alençon
Charles-Mathias, comte d'Alençon, seigneur de Neuville-sur-Ornain et de Braux (24 février 1727,, Bar-le-Duc - 15 avril 1794, Paris), est un militaire et homme politique français.

## Biographie
Capitaine de cavalerie, il est élu député suppléant de la noblesse aux États généraux par le bailliage de Toul le 7 avril 1789.
Président du district de Toul, il est admis à siéger à l'Assemblée constituante le 14 mars 1790, à la suite de la démission de Joseph Balthazar, comte de Rennel.
Sa naissance et son attitude politique ne tardèrent pas à le rendre suspect ; inculpé « d'avoir à l'époque où les Prussiens occupaient le camp de la Lune, pratiqué des manœuvres et entretenu des intelligences avec les ennemis de la République, notamment avec les émigrés, tendant à faciliter les progrès de leurs armes, à leur fournir des soldats, argent, vivres et munitions, etc., » il est condamné par le tribunal criminel révolutionnaire à la peine de mort le 25 germinal an II (14 avril 1794), et guillotiné à Paris le lendemain.